# 牛王庙站
牛王庙站位于四川省成都市锦江区，是成都地铁2号线、6号线的地下换乘车站。

## 车站概要
本站位于东大街锦东路段、一环路东四段与一环路东五段的交叉路口，沿东大街锦东路段呈西北、东南方向布置。于2012年9月16日开通使用。因清朝曾修建于此地的牛王庙而得名。

## 车站结构
本站为岛式站台车站，2号线车站东端设有长约220米的存车线，车站总长237.11米，标准段宽18.7米，总建筑面积14349平方米，其中主体建筑面积11493平方米，附属结构建筑面积2856平方米。
|                   |  | 2号线往犀浦（东门大桥） |
| 島式 · 開左邊车门 |  |                         |
|                   |  | 2号线往龙泉驿（牛市口） |

|                                  |  | 6号线往望丛祠（玉双路） |
| 島式 · 開左邊车门 · 无障碍卫生间 |  |                         |
|                                  |  | 6号线往兰家沟（顺江路） |

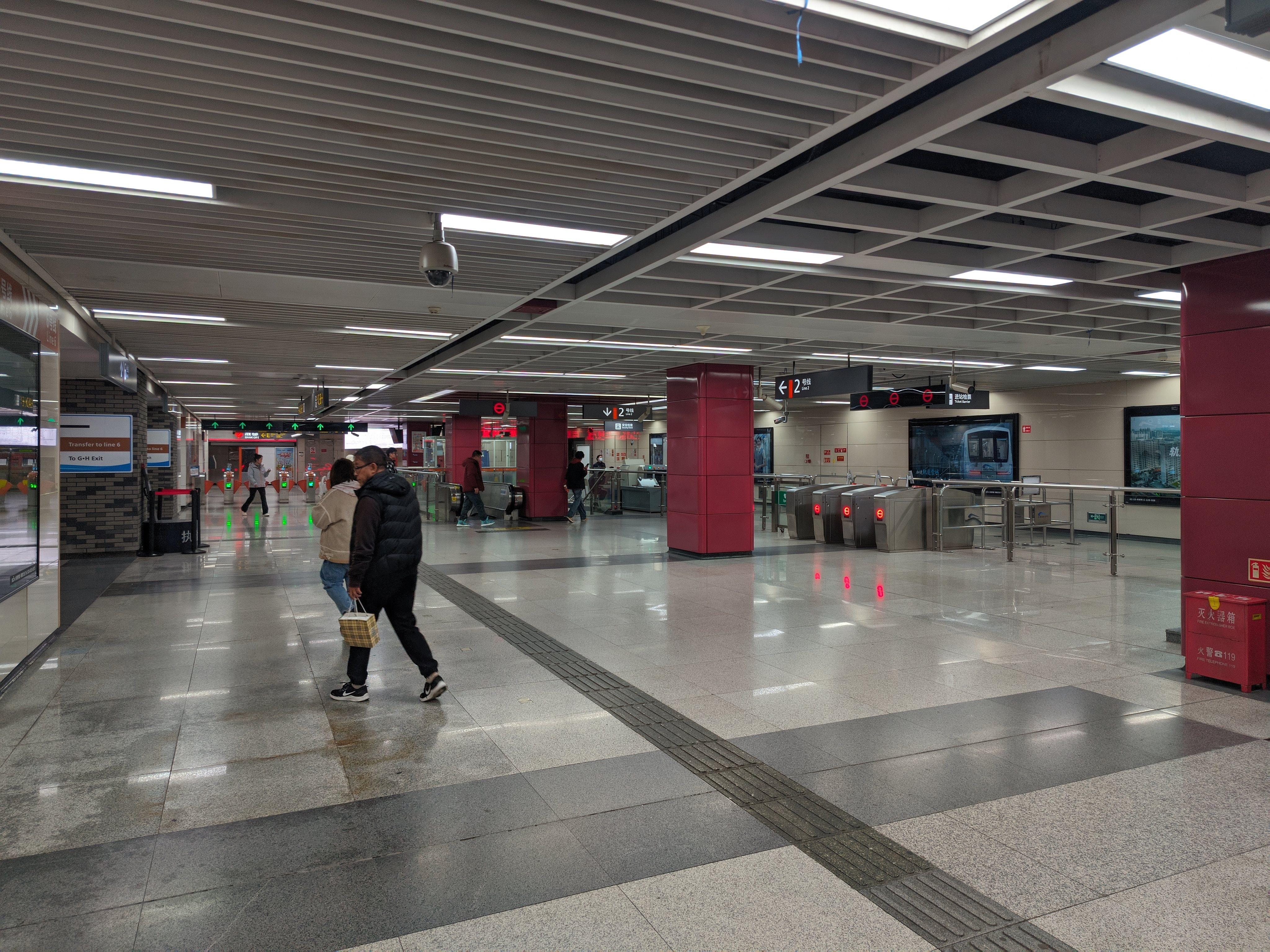
2号线站厅层
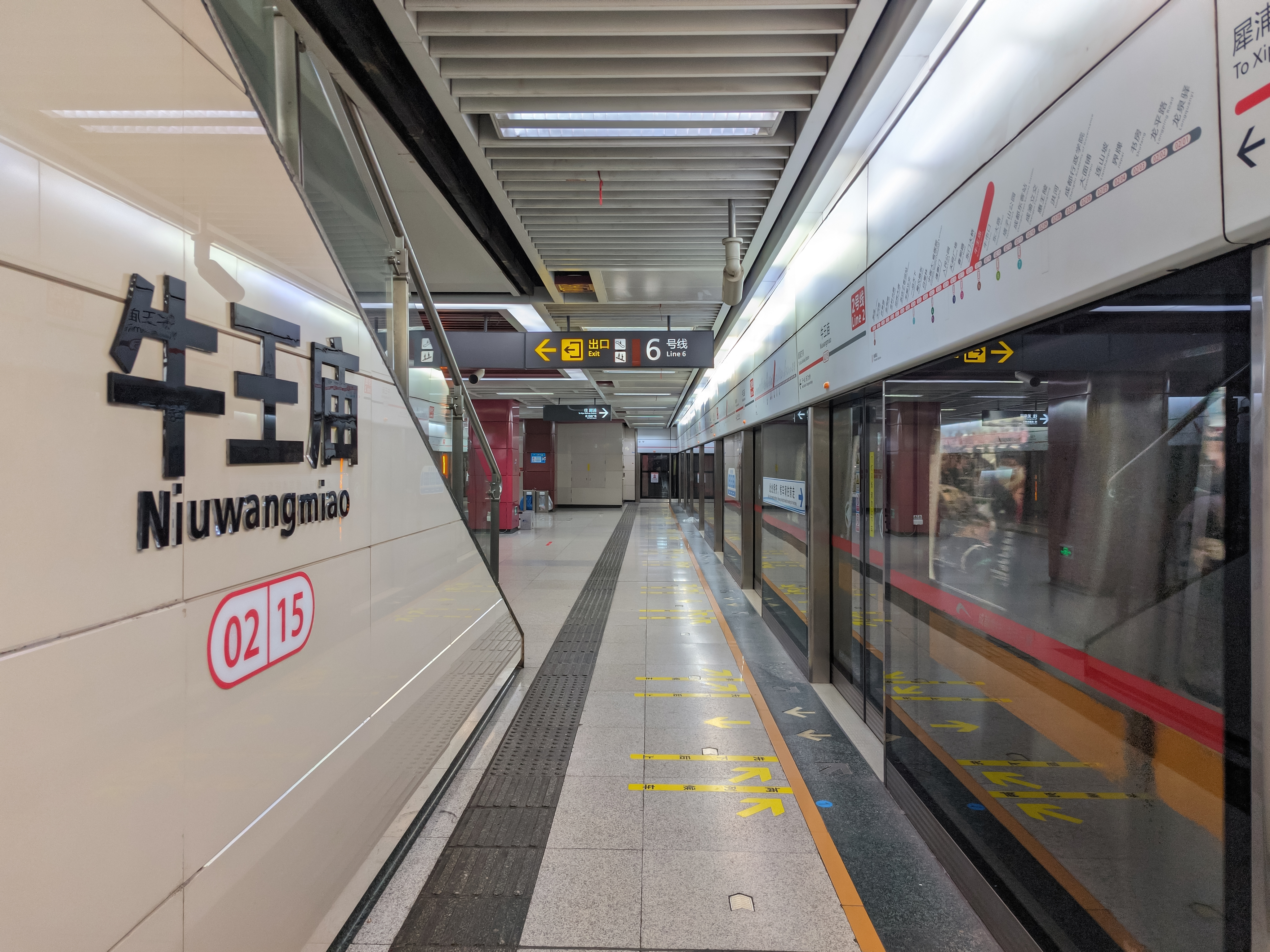
2号线站台大字壁
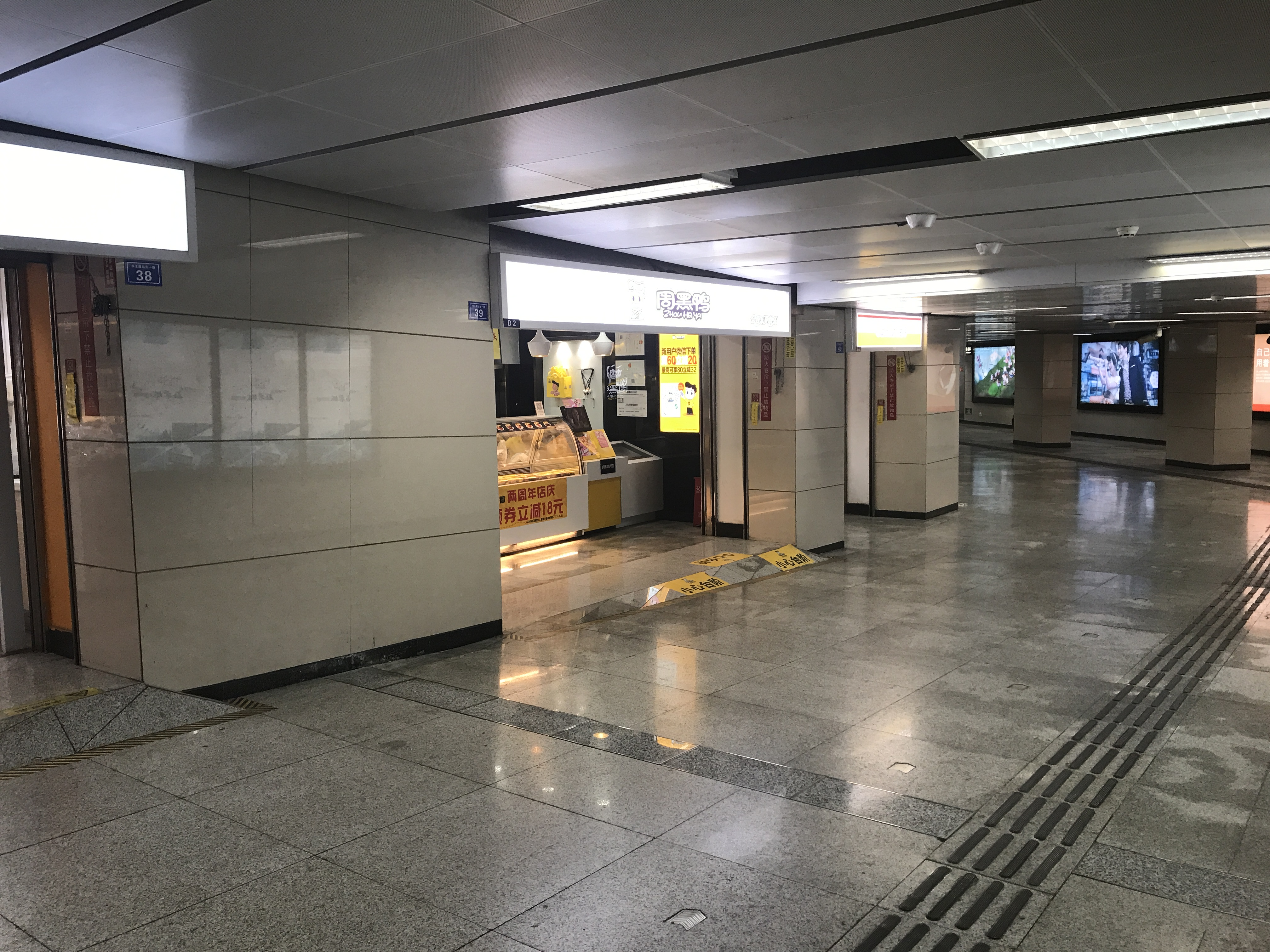
站内商店
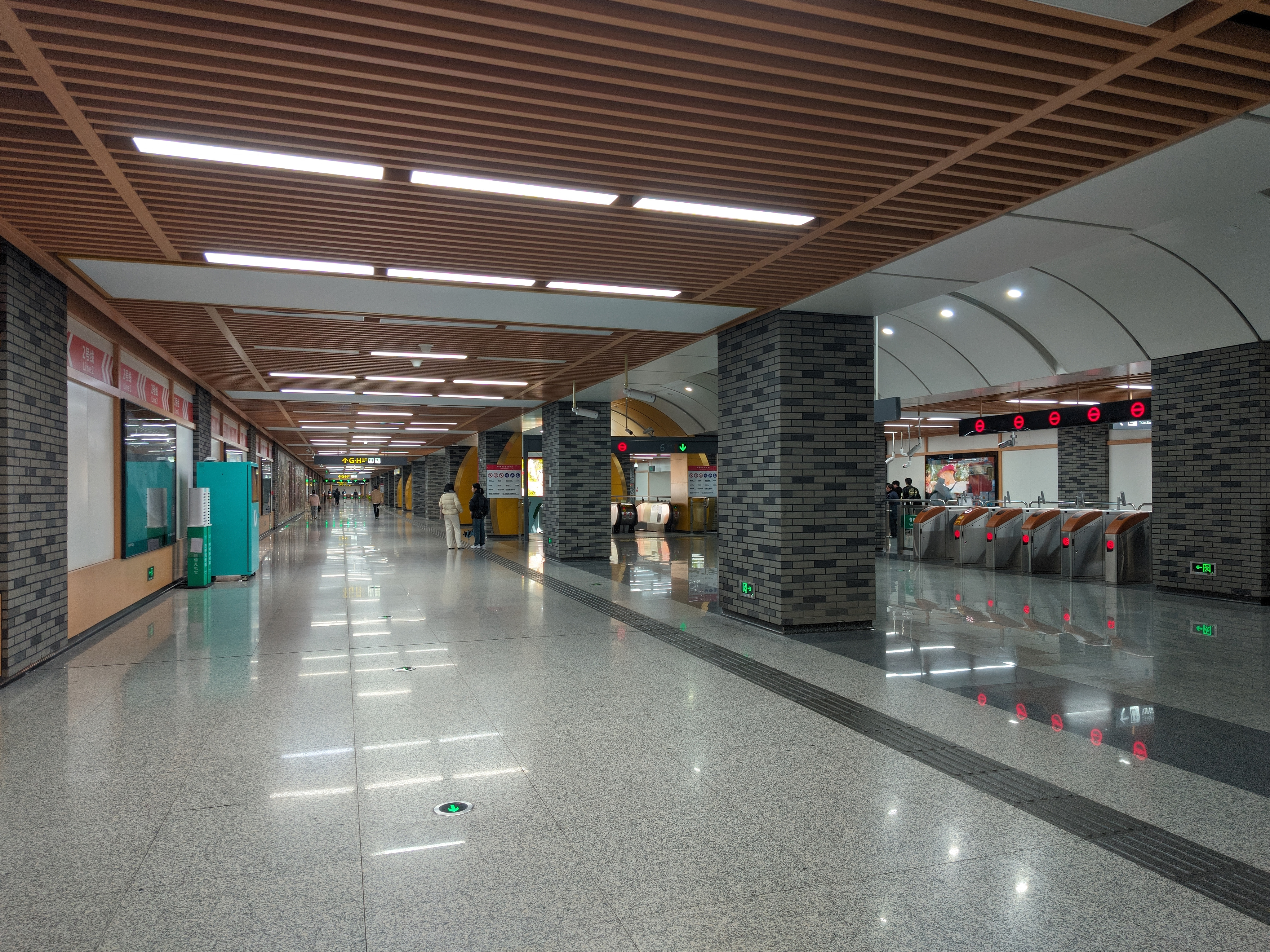
6号线站厅层
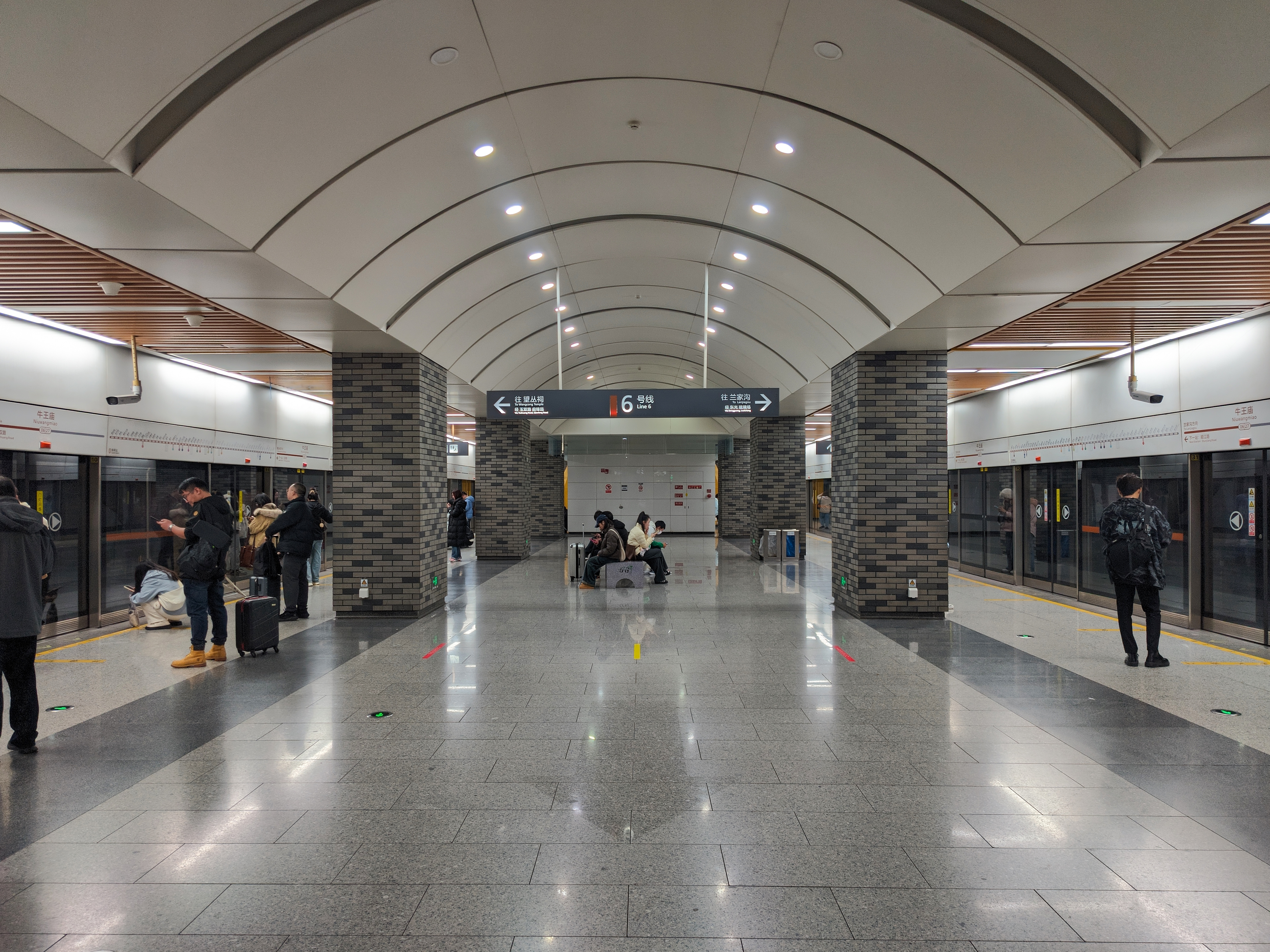
6号线站台层

## 出入口
本站目前开放9个出入口。
|                             |              |                                            |      |
|                             |              |                                            |      |
| 编号                        | 设施         | 指示                                       | 照片 |
| 连通 2号线站厅              |              |                                            |      |
|                             | 无障碍电梯   | 一环路东五段、东大街锦东路段               |      |
| 出口 · B · 1 · 出口 · B · 2 |              | 宏济中路、宏济巷、宏顺街                   |      |
| 出口 · C                    | 无障碍卫生间 | 一心桥街、国土资源锦江分局                 |      |
| 出口 · D                    | 无障碍电梯   | 一环路东四段                               |      |
| 连通 6号线站厅              |              |                                            |      |
| 出口 · E                    |              | 东大街牛王庙段                             |      |
| 出口 · G                    |              | 一环路东五段、青和里南段                   |      |
| 出口 · H · 1 · 出口 · H · 2 | 无障碍卫生间 | 一环路东五段、宏济中路、宏济上路、宏济新路 |      |

## 公交换乘
10路; 18路; 43路; 47路; 60路; 92路; 104路; 152路; 230路; 335路等

## 大事记
- 2009年12月31日，2号线车站主体结构封顶[3]；
- 2010年3月29日，恢复周边路面通行[4]；
- 2012年9月16日，2号线车站正式启用[1]。
- 2020年12月18日，6号线车站正式启用。